# Physalaemus riograndensis
Physalaemus riograndensis é uma espécie de anfíbio da família Leptodactylidae.
Pode ser encontrada nos seguintes países: Argentina, Brasil, Paraguai e Uruguai.
Os seus habitats naturais são: campos de gramíneas de baixa altitude subtropicais ou tropicais sazonalmente húmidos ou inundados, marismas de água doce, marismas intermitentes de água doce, terras aráveis, pastagens, lagoas, áreas agrícolas temporariamente alagadas e canais e valas.